# Оти (посёлок)
Оти (яп. 越知町 Оти-тё:) — посёлок в Японии, находящийся в уезде Такаока префектуры Коти. Площадь посёлка составляет 111,95 км², население — 5853 человека (1 августа 2014), плотность населения — 52,28 чел./км².

## Географическое положение
Посёлок расположен на острове Сикоку в префектуре Коти региона Сикоку. С ним граничат посёлки Сакава, Цуно, Ниёдогава, Ино.

## Население
Население посёлка составляет 5853 человека (1 августа 2014), а плотность — 52,28 чел./км². Изменение численности населения с 1980 по 2005 годы:
| 1980 | 9052 чел. |  |
| 1985 | 8754 чел. |  |
| 1990 | 8234 чел. |  |
| 1995 | 7803 чел. |  |
| 2000 | 7411 чел. |  |
| 2005 | 6952 чел. |  |

## Символика
Цветком посёлка считается космея.